# Cernetu, Teleorman
Cernetu (anterior Atârnați) este un sat în comuna Mârzănești din județul Teleorman, Muntenia, România. Se află în partea de est a județului, în Câmpia Burnazului, pe malul drept al Teleormanului. La recensământul din 2002 avea o populație de 1.531 locuitori.
Satul a fost atestat documentar în legătură cu coloniștii bulgari veniți aici în anii 1806–1814. În registrul de evidență al populației din 1838 se înregistrează prezența a 32 de gospodării „sârbești” (bulgarii din Țările Române erau înregistrați drept sârbi în documentele vremii). Gustav Weigand o include ca localitate cu populație bulgară în atlasul său. În 1975 încă se vorbea limba bulgară în sat. 

## Monumente istorice
Biserica din sat cu hramul  "Adormirea Maicii Domnului", 1832 este monument istoric.